# Dendrochilum magnum
Dendrochilum magnum är en orkidéart som beskrevs av Heinrich Gustav Reichenbach. Dendrochilum magnum ingår i släktet Dendrochilum och familjen orkidéer.
Artens utbredningsområde är Filippinerna. Inga underarter finns listade i Catalogue of Life.

## Bildgalleri

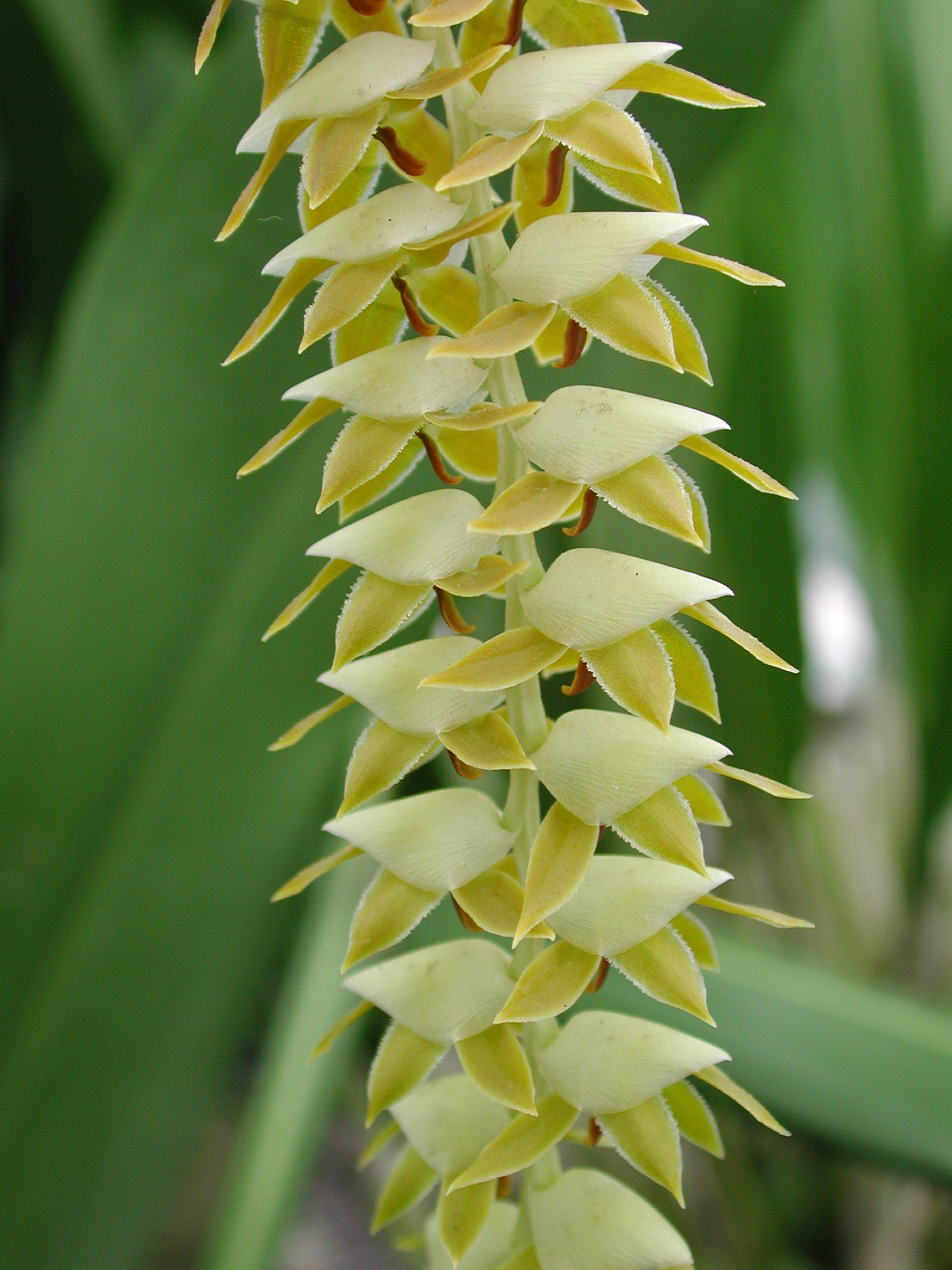
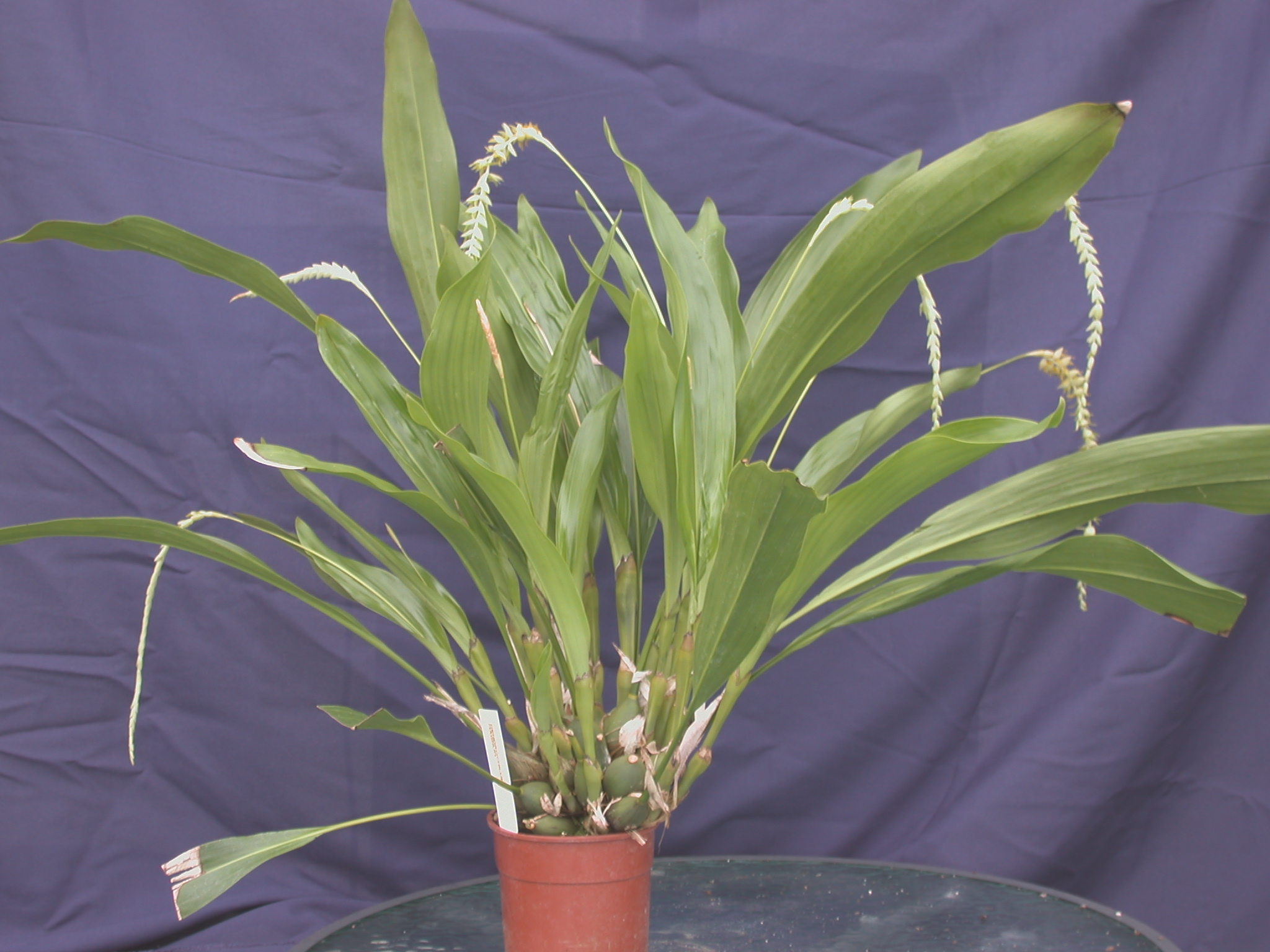
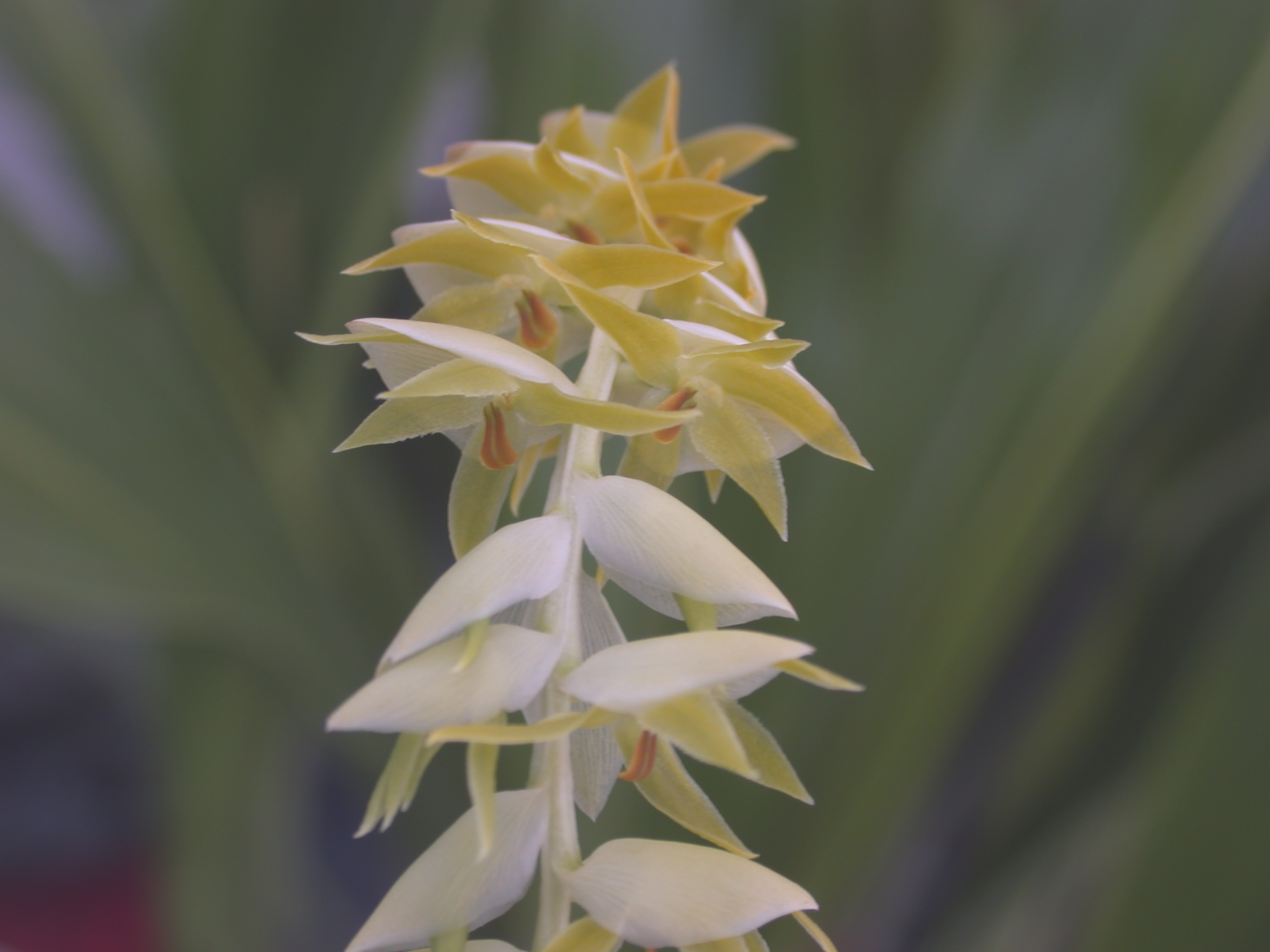